# جوشوا هال بيتس
جوشوا هال بيتس هو محامي وضابط وسياسي أمريكي، ولد في 5 مارس 1817 في بوسطن في الولايات المتحدة، وتوفي في 26 يوليو 1908 في سينسيناتي في الولايات المتحدة. انتخب عضو مجلس ولاية أوهايو ‏.